# Ori Kobo
Ori Kobo (hebräisch אורי קובו; * 24. April 1997 in Jerusalem, Israel) ist israelischer Schachspieler im Range eines Großmeisters.

## Biografie
Im Alter von fünf Jahren erlernte Kobo das Schachspiel und nahm als Zehnjähriger erstmals an einem Wettkampf teil. 2015 wurde er mit dem Titel Internationaler Meister ausgezeichnet. 2017 wurde er Großmeister, zum Zeitpunkt der Verleihung war er der jüngste Israeli mit diesem Titel.
Kobo lebt in Jerusalem und studiert Psychologie. Seit 2016 ist er als Schachtrainer tätig.

## Elo-Entwicklung
| Hier fehlt eine Grafik, die leider im Moment aus technischen Gründen nicht angezeigt werden kann. Wir arbeiten daran! |